# Réserve indienne de Bois Forte
Bois Forte est une réserve indienne américaine située dans le Minnesota, habitée par la tribu ojibwée de Bois Forte. La réserve est composée de trois sections dans le nord du Minnesota aux États-Unis:

## Géographie

### Section du lac Nett
La réserve indienne du lac Nett (Ojibwe : Asabiikone-zaaga`iganiing, "Au lac du filet"), est la principale réserve qui contient les communautés non constituées du Lac Nett, dans les comtés de Koochiching et de Saint Louis. La superficie de la région est de 162,282 km2.
Au recensement de 2000, il y avait été dénombré 56 personnes, 17 ménages et 14 familles, qui résidaient sur ce territoire non organisé. La densité de population était de 0,4 personne par mile carré (0,2 / km²). Il y avait 19 unités de logement à une densité moyenne de 0.1 / sq mi (0.1 / km²). La composition raciale du territoire non organisé était de 12,50% de Blancs et de 87,50% d’Américains. Hispanique ou Latino de n'importe quelle race étaient 1,79% de la population.

### Section de Deer Creek
La réserve indienne de Deer Creek, est la deuxième plus grande section et comprend 90 901 km2 dans le territoire non organisé Effie du Comté d'Itasca. Cette réserve a été initialement réservée à la tribu de Little Forks des Rainy River Saulteaux. Saulteaux vient d'un terme français qui signifie "les gens des rapides", se référant à leur ancien emplacement dans la région de Sault Sainte. Cette tribu se composait principalement des chasseurs et des pêcheurs qui entretenaient de nombreuses relations commerciales avec les Français, les Britanniques et plus tard les Américains.
Aujourd'hui, la population s'est déplacée autour du lac Nett et dans la réserve indienne du lac Vermilion, cette réserve est conservée en tant que réserve de ressources naturelles pour la bande.

### Section du lac Vermilion

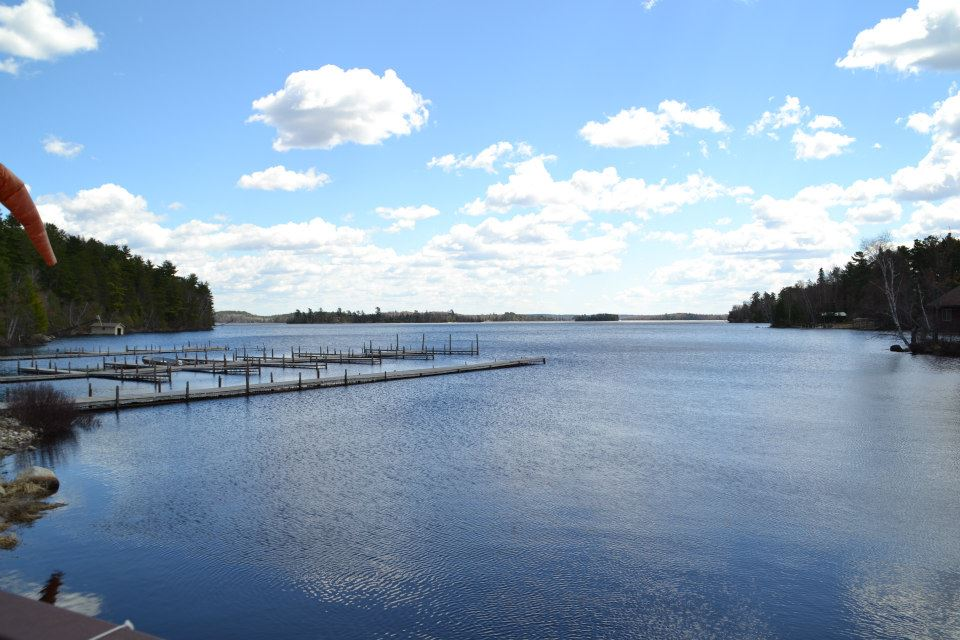
Lac Vermilion

La plus petite section est la réserve indienne du lac Vermilion (Ojibwe : Onamanii-zaaga'iganiing, "Au lac avec de l'ocre rouge"). Il se compose de 4,205 km2 de terre dans le sud - est de l'État du Minnesota, sur le lac Vermilion juste à l'ouest de la ville de Tower dans le comté de Saint Louis. Les Ojibwés appelaient à l'origine le lac Nee-Man-Nee, qui signifie «le soleil du soir teintant l'eau d'une couleur rougeâtre». Les marchands de fourrure français ont traduit cela en latin Vermilion, qui est un pigment rouge. Le lac Vermilion est situé entre les villes de Tower à l'est et de Cook à l'ouest, au cœur de la région d'Arrowhead, dans le Vermilion Iron Range, dans le Minnesota. La région a été minée de la fin du XIXe siècle jusqu'aux années 1960 et la mine Soudan exploité juste au sud du lac.
Réservée par décret, à l’origine pour la bande du lac Vermilion, dans la région des Chippewa du lac Supérieur, cette réserve est aujourd’hui l’une des plus accessibles pour la tribu. Le groupe exploite le casino Fortune Bay Resort, le parcours de golf The Wilderness at Fortune Bay et le centre du patrimoine Atisokanigamig (Legend House) hors de cette réserve.
Des parcelles éparses supplémentaires de moins de 16 hectares sont associées à la réserve. La superficie totale de la réserve est de 199,605 km2.

## Histoire

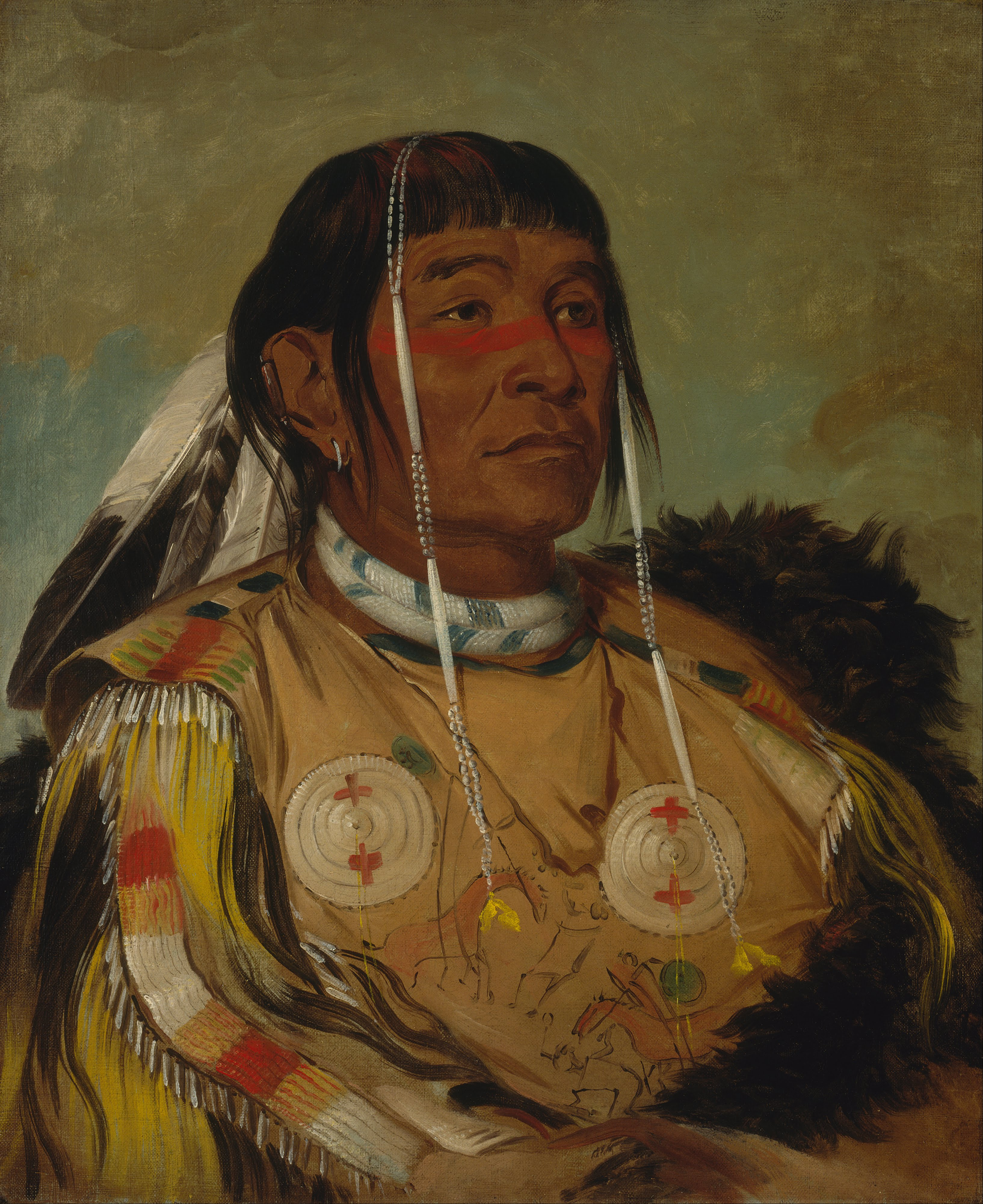
Sha-có-pay, Chef des Plaines Ojibwa par George Catlin

La communauté a d'abord signé un traité avec les États-Unis en 1854 qui prévoyait de réserver une région non définie autour du lac Vermilion comme réserve. Les régions de Nett Lake et du comté d'Itasca ont été officiellement établies par un traité de 1866 et les terres du lac Vermilion ont été définies dans un décret de 1881. À la suite de la loi Nelson Act de 1898, les terres ont été arpentées et subdivisées, mais le gouvernement fédéral américain n’a pas contraint les membres de la tribu à s’installer dans la Réserve indienne de White Earth .
50% de la réserve est humide, et le 30 km2 lac Nett est considéré comme le plus grand producteur de riz sauvage aux États-Unis.

## Démographie
Lors du recensement de 2000, la réserve avait une population totale de 657 habitants, La section du lac Nett en comptait 328 habitants, celle du comté d'Itasca en comptait 157 habitantset celle du lac Vermilion en comptait 172 habitants. La réserve indienne de Bois Forte est apparentée à la tribu des Minnesota Chippewa qui, en juillet 2007, signalait que 3 052 habitants étaient inscrites à Bois Forte. Sa population s'élève en 2016 à 1 102 habitants selon l'American Community Survey.
| Groupe            | Bois Forte | Minnesota | États-Unis |
| ----------------- | ---------- | --------- | ---------- |
| Amérindiens       | 70,1       | 1,1       | 0,9        |
| Blancs            | 26,0       | 85,3      | 72,4       |
| Métis             | 2,9        | 2,4       | 2,9        |
| Autres            | 1,0        | 11,2      | 23,8       |
| Total             | 100        | 100       | 100        |
|                   |            |           |            |
| Latino-Américains | 3,1        | 4,7       | 16,7       |

Selon l'American Community Survey, pour la période 2011-2015, 87,29 % de la population âgée de plus de 5 ans déclare parler l'anglais à la maison, 8,97 % l'ojibwé, 2,14 % une langue chinoise, 0,96 % le vietnamien et 0,32 % une autre langue.